# Nobius chaldaeus
Nobius chaldaeus är en skalbaggsart som beskrevs av Rudolph Petrovitz 1971. Nobius chaldaeus ingår i släktet Nobius och familjen Aphodiidae. Inga underarter finns listade i Catalogue of Life.